# 20,000 Years in Sing Sing
20,000 Years in Sing Sing is een Amerikaanse film noir uit 1932 onder regie van Michael Curtiz. In Nederland werd de film destijds uitgebracht onder de titel 20.000 jaar in Sing Sing.

## Verhaal
Hoofdopzichter Paul Long van de Sing Sing-gevangenis toont interesse in gevangene Tommy Connors, een dief uit New York. Deze denkt dat hij beter behandeld zal worden vanwege zijn status. Terwijl de bewakers zijn zelfverzekerdheid de grond in proberen te boren, verzekeren zijn handlangers, waaronder zijn advocaat Joe Finn, dat dat niet de waarheid is. Long zorgt ervoor dat Connors op vrije voeten komt als zijn vriendin Fay gewond raakt. Nadat ze in een gevecht met een crimineel belandt, schiet ze hem dood. Connors neemt de schuld op zich en wordt veroordeeld tot de doodstraf.

## Rolverdeling
| Acteur        | Personage     |
| ------------- | ------------- |
| Spencer Tracy | Tommy Connors |
| Bette Davis   | Fay Wilson    |
| Arthur Byron  | Paul Long     |
| Lyle Talbot   | Bud Saunders  |
| Warren Hymer  | Hype          |
| Louis Calhern | Joe Finn      |